# Guillermo Reyes González
Guillermo Francisco Reyes González (Barrancabermeja, 26 de octubre de 1965) es un abogado, escritor y académico colombiano. 
Fue ministro de Transporte desde el 11 de agosto de 2022 hasta el 26 de abril de 2023, bajo el gobierno de Gustavo Petro. Anteriormente fue viceministro del Interior y de Justicia en el gobierno de Álvaro Uribe, ministro consejero de la Embajada de Colombia ante la Organización de las Naciones Unidas y presidente del Consejo Nacional Electoral.

## Biografía
Se graduó como abogado de la Facultad de Jurisprudencia de la Universidad del Rosario de Colombia en 1989 y se especializó en Derecho Tributario en la misma universidad, al tiempo que hacía parte de la creación del movimiento Séptima papeleta, lo que lo llevó a ser asesor en la Asamblea Constituyente de Colombia de 1991. En el año 2010 obtuvo su diploma en Estudios Avanzados - DEA en Filosofía del Derecho de la Universidad Complutense de Madrid y, en 2015, recibió el grado de doctor en Derecho con mención en Filosofía del Derecho, Moral y Política y grado sobresaliente cum laude de la misma universidad.
En agosto de 1992, fue nombrado magistrado auxiliar de la Corte Constitucional de Colombia donde ejerció hasta febrero del año 2000 cuando renunció para ejercer como rector de la Universidad Católica de Colombia, entre marzo del 2000 y julio del 2001 y ejerció como decano de la facultad de derecho entre abril de 2009 y mayo del 2011, en la misma institución. 
Como ministro consejero de la Embajada de Colombia ante las Naciones Unidas fungió como vicepresidente de la Comisión de Organizaciones No Gubernamentales del Consejo Económico y Social de las Naciones Unidas (ECOSOC), entre 2001 y 2002, y fue coordinador de la Comisión de Derechos Humanos de las Naciones Unidas en Nueva York en 2002, vicepresidente de la Comisión de las Naciones Unidas para el Derecho Mercantil Internacional y vicepresidente de la Comisión de Privilegios e Inmunidades de los Agentes de los Estados. 
De septiembre del 2002 a septiembre del 2006 fue presidente y vicepresidente del Consejo Nacional Electoral, desde allí promovió la creación del Consejo Electoral de la comunidad Andina de Naciones donde fue el encargado de proponer reformas al estatuto y reglamento interno de este órgano internacional para definir políticas de financiamiento que permitirían su mejor organización y funcionamiento.
El 1 de septiembre del año 2006 se posesionó como viceministro de Justicia donde tramitó la Ley que reformó el arbitraje nacional e internacional, así como la Ley de Mecanismos Alternativos de Solución de Conflictos. Fue presidente del Consejo Directivo del Instituto Nacional Penitenciario y Carcelario, INPEC;  presidente del Consejo Directivo de la Superintendencia de Notariado; presidente del Consejo Directivo de la Dirección Nacional de Estupefacientes y presidente del Consejo Directivo de la Imprenta Nacional. Fue representante del Ministerio del Interior y de Justicia ante la Comisión Nacional de Reparación y Reconciliación, CNRR y miembro del consejo directivo del Instituto Nacional de Medicina Legal.
Se desempeñó como rector de la Universidad del Sinú extensión Bogotá.

## Controversias
Reyes ha enfrentado acusaciones de plagio. El jurista Rodrigo Uprimny ha documentado algunos casos en los que presuntamente Reyes habría incurrido en plagios en varios de sus libros, por este motivo Uprimny junto a un grupo de académicos pidieron al presidente Petro que lo aparte del cargo. Reyes ha negado las acusaciones y dice que tiene evidencia de correcciones editoriales que sus críticos desconocen y que sus libros son informativos sobre legislación para ayudar a sus estudiantes y no libros sobre sus pensamientos o ideas.

## Publicaciones

### Libros
- 2006, Elecciones 2006, Guía Práctica Para Candidatos, Partidos Políticos, Funcionarios Electorales Y Ciudadanos. Ed: Legis  ISBN: 958–9285–56–2 Pags. 25
- 2006, Régimen de Bancadas y Prohibición de la Doble Militancia. Ed. Unión Gráfica Limitada ISBN: 958-928-568-6, 9789589285688 Pags. 141
- 2006, Tratado de Derecho Electoral. Ed. Legis ISBN: v1. 958-653-406-5, 978-958-653-406- 2. Pags. 824 páginas
- 2014, Régimen Electoral y de Partidos Políticos. Ed: Dike. ISBN: 978-958-731-114-3. Pags. 738
- 2015, La democracia en la era digital: El voto electrónico y por Internet como refuerzo de la confiabilidad de los sistemas electorales modernos. Ed: Dike. ISBN: 978-958-731-140-2. Pags 436
- 2016, Mecanismos de participación ciudadana. ed: Ibañez. ISBN: 978-958-749-576-8. Pags 464
- 2016, Plebiscito. Ed: Express. ISBN 978-958-46-9720-2
- 2017, Desafíos de las Consultas Populares en el sector Minero y de Hidrocarburos en Colombia. Ed: Dike. ISBN 978-958-731-175-4. v. Pags. 506
- 2017, Las consultas populares y los Acuerdos Municipales en materia de Hidrocarburos  y Minería en Colombia. Ed: Ibañez ISBN: 978-958-749-830-1. v 1°. Pags. 600
- 2018, Elecciones 2018. Elecciones al Congreso, Presidente y Vicepresidente de la República. ed:Ibañez. ISBN 978-958-749-875-2. Pags. 539

### Ponencias y artículos
- Elecciones Presidenciales 2010. Bogotá, Colombia, febrero de 2010.
- El nuevo régimen del arbitraje nacional e internacional en Colombia. Bogotá, Colombia. Publicación Universidad del Rosario, Colección Académica, 2010. Coautor de la obra
- Ponencia La Reparación por vía administrativa a las victimas de la violencia en Colombia. Bogotá, Colombia. Agosto de 2008. Publicación del Consejo de Estado, auspiciada por la Embajada de Francia
- Ponencias: Ponencia Jurisdicción y Control Constitucional en Colombia. Bogotá, Colombia, 2005. Publicación de la Universidad Jorge Tadeo Lozano
- Ponencia Principios Constitucionales del Derecho Financiero y Tributario. Bogotá, Colombia, 2006. Publicación de la Universidad Jorge Tadeo Lozano
- Ponencia Las nuevas tecnologías aplicadas al régimen electoral, y el voto electrónico
- Publicación de CAPEL financiada por la Embajada de Suecia, con ocasión del seminario internacional sobre tecnología electoral. Costa Rica. Octubre 2003
- Ponencia Diez años de vigencia de la Constitución de 1991: vigencia y reflexiones. Bogotá, Colombia. 2001.

### Distinciones honoríficas
- Caballero Gran Cruz de la Orden del Mérito Civil (Reino de España, 26/04/2023).[7]